# Rechterbach

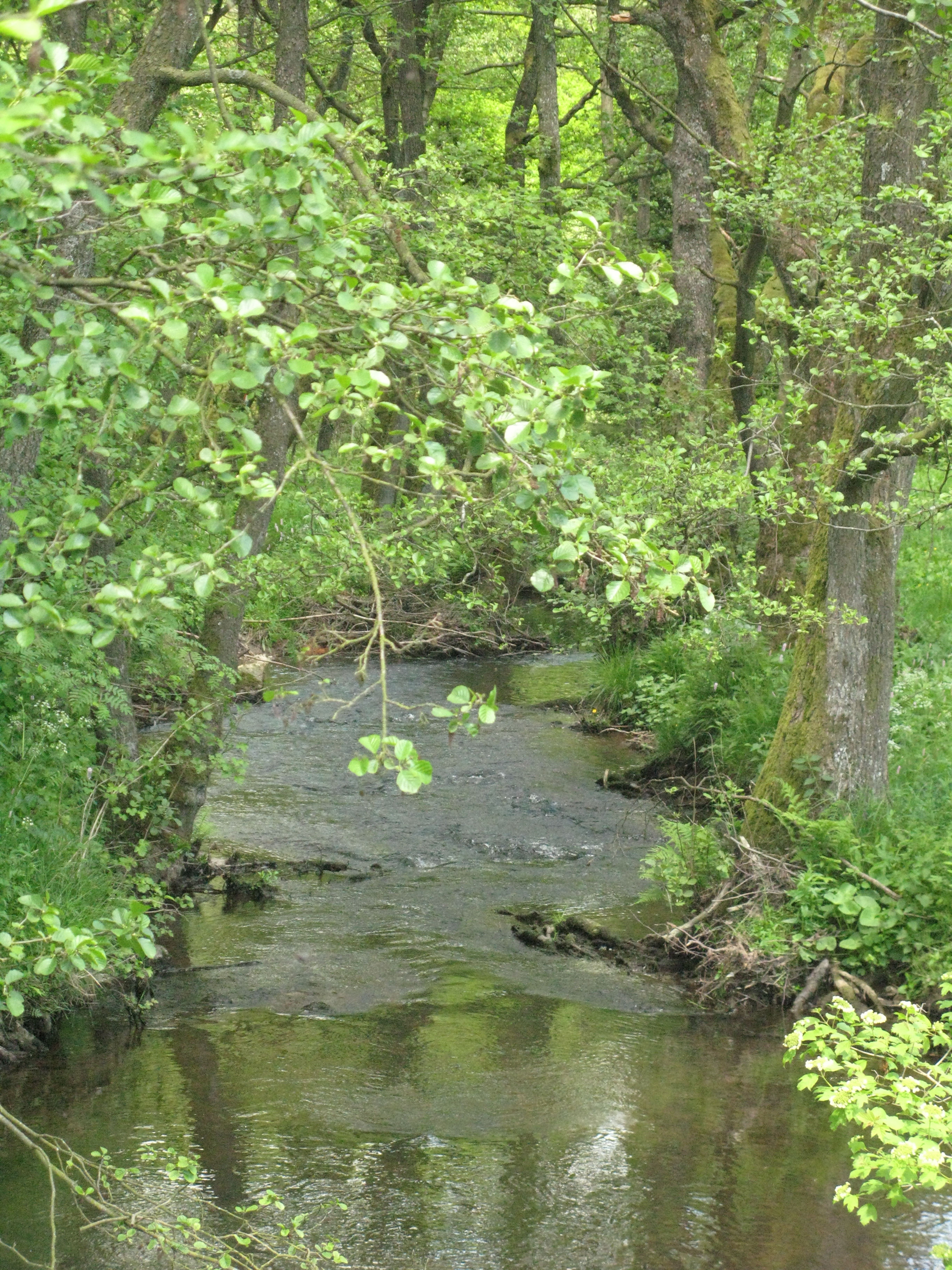
Rechterbach

De Rechterbach (ook: Rechter Bach) is een riviertje in de Luikse gemeente Sankt Vith.
De Rechterbach ontspringt iets ten noorden van Hinderhausen op 530 meter hoogte. Na 6 km stroomt ze langs Recht, waar zich enkele vijvers in het beekdal bevinden. Vervolgens komt de beek in de gemeente Malmedy, waar ze uitmondt in de Amblève. De totale lengte van de Rechterbach is 11 km.
In het midden van het beekdal is het natuurreservaat Rechterbach ingesteld. Hier komt onder meer Beenbreek voor.
Over de Rechterbach voert de historische Schafsbrücke en, noordelijker, het Viaduc du Recht.